# Walter fitz Alan
Walter fitz Alan (1106 – giugno 1177) fu il primo ereditario High Steward of Scotland, dal 1150 al 1177. il Lord protettore Oliver Cromwell era un suo discendente per parte di madre

## Biografia
Era il terzo figlio del cavaliere bretone Alan fitz Flaad, signore feudale di Oswestry, e della consorte Aveline, figlia di Ernoulf de Hesdin.
Venne descritto dai contemporanei come "francese di cultura ma di sangue bretone".
Quando l'Anarchia prese piede in Inghilterra e scoppiò la guerra civile tra l'imperatrice Matilda e Stefano, Walter radunò uomini per correre in aiuto dell'imperatrice.
Quando la causa di Matilda fu persa, Walter corse in aiuto di Davide I di Scozia, zio dell'imperatrice. Walter divenne così assistente, o anche detto Steward, del re. Accompagnato da suo fratello Simon, si recò in Scozia intorno al 1136  e combatté per la Scozia nella Battaglia dello Stendardo a Northallerton nel 1138, sotto il comando del principe Enrico, figlio di Davide I.
In cambio della lealtà dimostrata, Walter venne nominato Steward of Scotland dal re; nel 1157 la nomina a Steward venne confermata come ufficio ereditario. I favori del re compresero anche il Renfrewshire: le terre di Paisley, Pollok, Cathcart e  Ayrshire; tali possedimenti vennero confermati con atto del re nel 1157 da Malcolm IV di Scozia. Nel 1163 Walter fondò, prima a Renfrew e dopo a Paisley, una casa per i monaci dell'ordine dell'Abbazia di Cluny, provenienti dal priorato di Much Wenlock, nella sua natale contea di Shropshire.
Walter acquistò direttamente dalla Corona delle proprietà a Birkenside ed a Legerwood e donò ai monaci la chiesa di Legerwood, che questi mantennero dal 1164 fino alla Riforma nel 1560.
Il monastero crebbe ulteriormente con gli anni fino a divenire nel 1219 l'abbazia di Paisley.
Nel 1164 guidò l'esercito di Somerled, re delle isole Ebridi nella battaglia di Renfrew.
Walter morì nel 1177 e venne sepolto nel monastero di Paisley, il posto di sepoltura della sua famiglia prima della loro ascesa al trono.

### Famiglia
Sposò Eschyna de Londoniis, erede di Uchtred de la Molla (Molle) e Huntlaw .
La coppia ebbe quattro figli:
- Alan fitz Walter,che sposò prima Eva, figlia di Sweyn Thorsson, e poi Alesta, figlia di Morggán, conte di Mar;
- Walter fitz Walter[14];
- Simon fitz Walter;
- Margaret fitz Walter, sposò Robert de Montgomery di Eaglesham[14];
- Christiana fitz Walter, sposò prima William de Brus, signore di Annandale, poi Patrick, conte di Dunbar.